# Edward Staniek
Edward Staniek (ur. 13 czerwca 1941 w Wadowicach) – polski prezbiter katolicki, doktor habilitowany teologii, patrolog, rekolekcjonista, w latach 1993–2001 rektor Wyższego Seminarium Duchownego Archidiecezji Krakowskiej. 

## Życiorys
11 kwietnia 1965 przyjął w Krakowie święcenia kapłańskie z rąk kard. Karola Wojtyły. W latach 1965–1966 pracował jako wikariusz w Szczyrku, następnie związany był z Wydziałem Teologicznym (od 1974 Papieskim Wydziałem Teologicznym) w Krakowie, tam w 1969 obronił licencjat naukowy, w 1974 pracę doktorską. W latach 1970–1972 był prefektem WSD Archidiecezji Krakowskiej, od 1973 pracował na Wydziale Teologicznym w Krakowie, od 1975 jako adiunkt w Katedrze Patrologii. Pracę tę kontynuował po powstaniu w 1981 Papieskiej Akademii Teologicznej, w 1984 obronił tam Pracę habilitacyjną, następnie był kierownikiem Katedry Patrologii PAT. 
W latach 1993–2001 był rektorem Wyższego Seminarium Duchownego Archidiecezji Krakowskiej. Był członkiem Komitetu Nauk Teologicznych PAN. Specjalizuje się w historii Kościoła starożytnego, teologii Ojców Kościoła. Jest twórcą wielu materiałów homiletycznych, które wykorzystywane są podczas Mszy Świętych, czy adoracji Najświętszego Sakramentu.

## Kontrowersje
25 lutego 2018 wygłosił w kościele Sióstr Felicjanek pw. Niepokalanego Poczęcia NMP w Krakowie kazanie, w którym modlił się o śmierć dla papieża Franciszka słowami „ – Modlę się o mądrość dla papieża, o jego serce otwarte na działanie Ducha Świętego, a jeśli tego nie uczyni – modlę się o szybkie jego odejście do Domu Ojca. O szczęśliwą śmierć dla niego mogę zawsze prosić Boga, bo szczęśliwa śmierć to wielka łaska”. W reakcji na to kazanie jego przełożony, abp Marek Jędraszewski wyraził w publicznym komunikacie "smutek i żal". 

## Twórczość
- Bliżej ołtarza
- Bogactwo natchnionych ksiąg,
- Bogactwo i piękno objawionej prawdy
- Bogactwo i piękno świata dobra
- Bogactwo i piękno świata miłości
- Bogactwo i piękno świata łaski. Rozważania katechizmowe część druga
- Chrystus wobec pokus
- Chrześcijanin wobec... innych religii
- Drogi Krzyżowe
- Ewangeliczne uczty
- Homilie i rozważania rok ABC
- Homilie na niedziele i święta. Rok ABC
- Kazania katechizmowe
- Kazania Katechizmowe. Kościół i sakramenty. Wady, cnoty, modlitwa
- Kazania Pasyjne
- Kazanie na Górze
- Komplet – Homilie i rozważania rok ABC, Rozważania na niedziele i święta rok ABC
- Konferencje Biblijne. Bogactwo Ksiąg natchnionych: Stary i Nowy Testament
- Konferencje i rozważania
- Kościół i sakramenty
- Kraków stolicą miłosierdzia
- Mądrość Starożytnych Chrześcijan
- Miłość wolna, mądra, odpowiedzialna
- Modlitwa na krzyżowej drodze
- Praca nad charakterem
- Przy Sadzawce Siloe – rozważania na niedziele i święta rok c ISBN 83-87063-46-0
- Rekolekcje
- Rekolekcje z wielkimi prorokami
- Rozważania biblijne ISBN 83-7221-437-9
- Rozważania na niedziele i święta rok ABC
- Sześć prawd wiary
- W skarbcu starożytnego Kościoła ISBN 83-907766-1-8
- W trosce o sumienie
- W trosce o umiłowanie Eucharystii
- W trosce o umiłowanie Ewangelii
- Z kaznodziejskiego warsztatu
- Zmartwychwstał Pan, Alleluja!
- Sekrety modlitwy, Kraków 2009, Wydawnictwo PETRUS
- Człowiek arcydziełem Boga, Kraków 2010, Wydawnictwo PETRUS
- Rodzinne szczęście, Kraków 2011, Wydawnictwo PETRUS
- Żyjemy w świecie pogan, Kraków 2013, Wydawnictwo PETRUS
- Miłosierdzie jest dyskretne, Kraków 2016, Wydawnictwo PETRUS
- Ocalić własne sumienie. Bogactwo dekalogu, Kraków 2017, Wydawnictwo PETRUS